# Gould-Inseln
Die Gould-Inseln sind eine Gruppe von drei Inseln, von denen jede eine Länge von weniger als 1,5 km aufweist. Sie liegen im südwestlichen Abschnitt der Marguerite Bay, etwa 55 km nordwestlich des Mount Bayonne auf der Alexander-I.-Insel. Zu ihnen gehören die Abshire-Insel im Osten, die Higdon-Insel im Norden und die Martinson-Insel im Süden.
Die Inseln wurden 2009 vom Forschungsschiff RV Laurence M. Gould der US-amerikanischen National Science Foundation gesichtet. Das Advisory Committee on Antarctic Names benannte sie nach diesem Schiff.